# Städtische Wessenberg-Galerie
Die Städtische Wessenberg-Galerie ist ein Kunstmuseum in Konstanz am Bodensee.
Sie konzentriert sich auf die Durchführung von Wechselausstellungen. Schwerpunkt ist die Kunst des 19. und 20. Jahrhunderts aus Südwestdeutschland und dem Bodenseeraum. Daneben werden in einer kleinen Dauerausstellung Auszüge aus dem Gesamtbestand der Wessenbergschen Sammlung gezeigt sowie im „Hans Meid Kabinett“ jährlich wechselnd Werke des Künstlers Hans Meid.
Die Galerie befindet sich im Wohn- und Sterbehaus ihres Stifters Ignaz Heinrich von Wessenberg, sie ist als eigenständige Institution integriert in das Kulturzentrum am Münster und zählt zu den vier „Städtischen Museen Konstanz“. 2014 zählte sie knapp 20.000 Besuchende.

## Entstehung der Sammlung

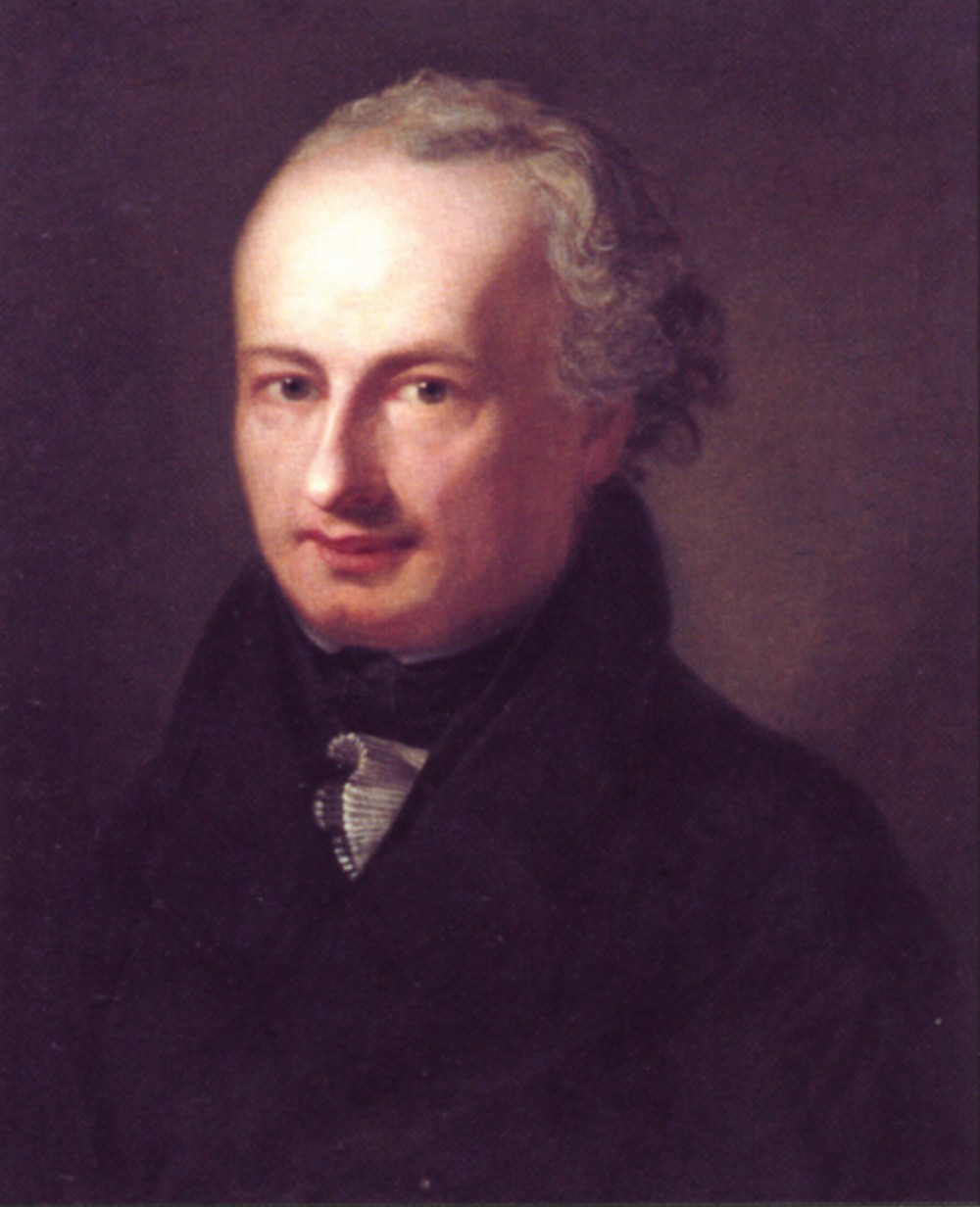
Ignaz Heinrich von Wessenberg, Ölbild von Marie Ellenrieder

Die Galerie geht auf das Vermächtnis von Ignaz Heinrich von Wessenberg zurück, des letzten Verwesers des Bistums Konstanz. Er hinterließ der Stadt Konstanz bei seinem Tod am 9. August 1860 seine Sammlung aus 357 Kupferstichen und 77 Lithographien – „zum Behuf des Unterrichts der Zeichnungsschüler“ – sowie seine umfangreiche Bibliothek. Schwerpunkt der Kupferstichsammlung sind „Reproduktionsstiche nach berühmten italienischen Gemälden“.
Seine ebenfalls beachtliche Gemäldekollektion hinterließ er dem Badischen Großherzog Friedrich I. – mit der Intention, sie würde in die Großh. Galerie (heute: Staatliche Kunsthalle Karlsruhe) integriert, und mit der Bedingung, der Großherzog möge 20 000 Gulden für von ihm bestimmte „milde Anstalten“ ausbezahlen lassen. Friedrich I. erklärte sich noch im August 1860 dazu bereit, verfügte aber, dass die Sammlung „zu Volksbildungszwecken“ in Konstanz bleiben sollen. Er vereinbarte mit der Stadt, dass die Kupferstich- und die Gemäldesammlung der Öffentlichkeit zugänglich gemacht werden solle, wodurch das erste Museum der Stadt Konstanz entstand.
Von Wessenberg trug seine Sammlung vorwiegend bei seinen zahlreichen Reisen zusammen. Es finden sich darin viele italienische und niederländische Meister. Die Themen sind mehrheitlich religiöser Natur, es sind aber auch Landschaften, Genrebilder, Porträts u. a. vertreten.

## Ausbau der Sammlung

### Inventarisierung und Erweiterung
Im Katalog des Malers Joseph Moosbrugger (er betreute als erster „Conservator“ die Sammlung) aus dem Jahr 1866 wurden 132 Werke genannt. Ihm folgte der Landschaftsmaler Wilhelm Fries, der die Bestände überprüfte und ein neues Inventar des Wessenberg-Museums erstellte. Die Hinterlassenschaft von Daniel Cornelius Gesell, dem Konservator von 1879 bis 1888, umfasste seine Handzeichnungen mit Selbstbildnissen, Figuren- und Tierskizzen und Landschaftsszenerien. Sie ging an die Städtische Wessenberg-Gemäldegalerie und wurde erstmals 1979/1980 ausgestellt.
Neben Ankäufen vergrößerte sich die Sammlung vor allem durch Stiftungen. So vermachte 1898 ein Konstanzer Bürger zwei wertvolle Gemälde (Liebeswerbung von Gerrit van Honthorst und Lot und seine Töchter von Jan Steen) der Stadt. 1904 stiftete die Gewerbeschule Konstanz Zeichnungen und Entwürfe des Barockbildhauers Joseph Anton Feuchtmayer.

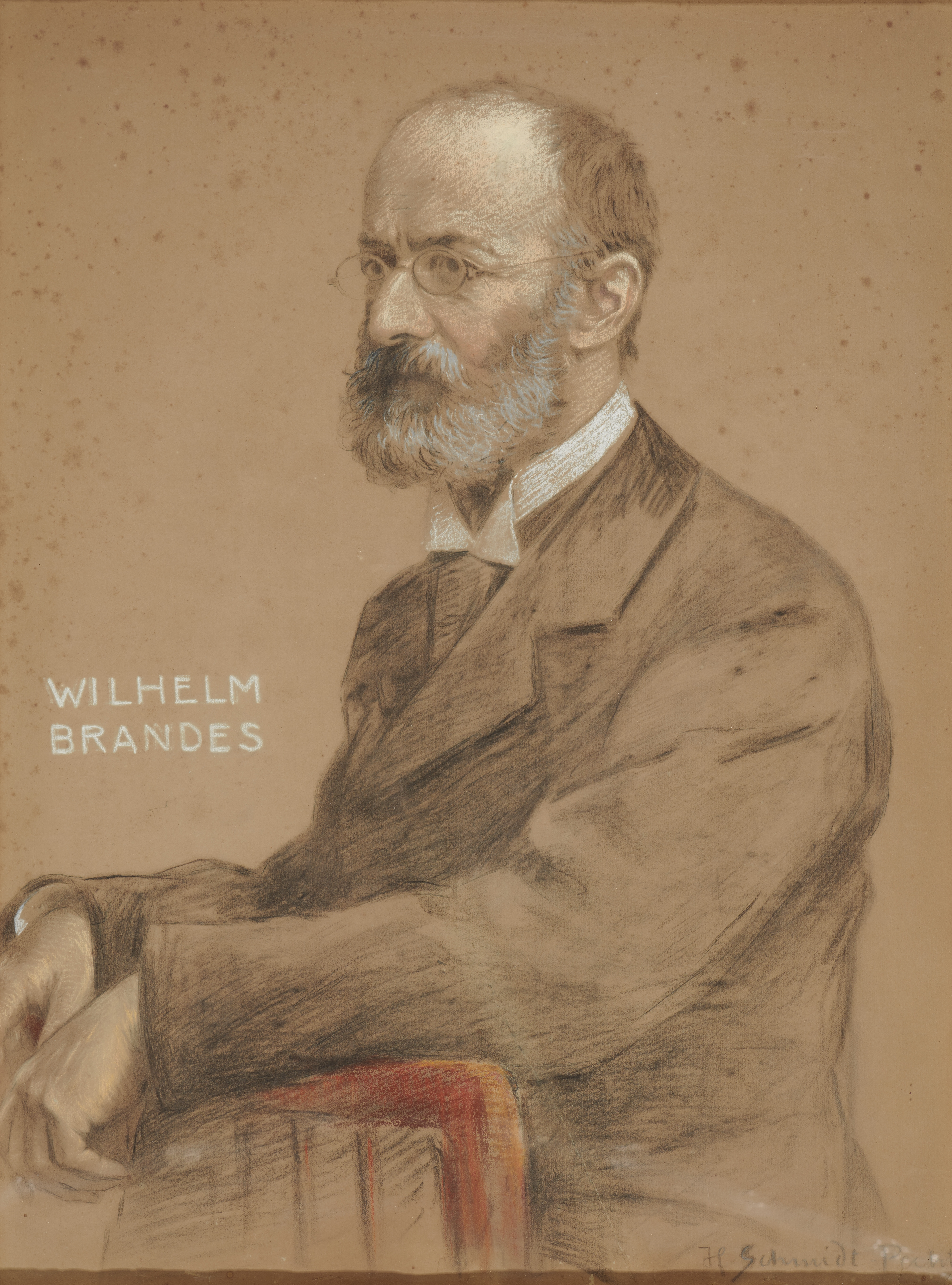
Heinrich Schmidt-Pecht: Porträt Wilhelm Brandes. Kohle und farbige Kreiden, 71 × 53 cm, Städtische Wessenberg-Galerie Konstanz

### Nachlass Wilhelm Brandes
Der dänisch-jüdische Bankier Wilhelm Brandes (1839–1907) hinterließ der Galerie bei seinem Tod seine hochkarätige Kollektion von 429 Handzeichnungen des 16. bis 19. Jahrhunderts, darunter Handzeichnungen von altdeutschen, niederländischen, italienischen und französischen Künstlern aus dem 16. bis 18. Jahrhundert. Die Sammlung umfasst Handzeichnungen von Albrecht Dürer, Hans Baldung, Albrecht Altdorfer, Adam Elsheimer, Ferdinand Kobell, Pieter Bruegel der Ältere, Peter Paul Rubens, Salomon van Ruysdael, Rembrandt van Rijn, Tizian, Raffael, Carracci, Tiepolo, Jacques Callot, Claude Lorrain, Jean Siméon Chardin. Handzeichnungen von deutschen Künstlern aus der Zeit von Brandes, dem 19. Jahrhundert, stammen von Wilhelm Leibl, Max Liebermann, Adolf Menzel, Hans Thoma, Marie Ellenrieder, Leopold von Kalckreuth, Ludwig Richter, Moritz von Schwind, Friedrich Pecht, Max Klinger, Franz von Stuck, Friedrich Kallmorgen.

### Verjüngung des Bestandes
Es gab aber auch Rückschläge. 1908 beurteilte ein Mitarbeiter der Karlsruher Galerie die Sammlung negativ: Man solle einen Großteil der Werke, mit Ausnahme der italienischen, niederländischen und deutschen Gemälde, „verschwinden lassen“, um Platz für bessere Arbeiten zu gewinnen. Verzögert durch den Ersten Weltkrieg, wurde dies erst 1924 durch den damaligen Leiter der Galerie, Heinrich Schmidt-Pecht, durchgeführt: 78 Werke wurden veräußert. Mit dem Erlös konnten aktuelle Werke erworben werden – unter anderem Großeltern mit Enkelin von Hans Breinlinger und Bildnis der Tänzerin Kogan von Walter Waentig. Bis zur Weltwirtschaftskrise 1929 konnten noch einige – heute wichtige – Werke von Bodenseekünstlern angekauft werden.

### Konfiszierungen in der Zeit des Nationalsozialismus
1937 wurden in der Nazi-Aktion „Entartete Kunst“ Werke von Waldemar Flaig, Karl Hofer, Hans Purrmann, Hans Breinlinger, Adolf Hildenbrand und Kasia von Szadurska aus dem Bestand beschlagnahmt. Mit Ausnahme von Hofers Tessiner Landschaft (Öl auf Leinwand, 59,5 × 78 cm, 1936), dessen Verbleib ungeklärt ist, wurden sie zerstört.
Die wenigen Anschaffungen dieser Zeit standen im Einklang mit der nationalsozialistischen Kunstauffassung (etwa das Bildnis des Fischers Leopold Wenk von Willi Münch-Khe).

### Wiedereröffnung 1950
Nach den Wirren des Zweiten Weltkriegs führte Oberbaurat Hübinger die ausgelagerten Bestände wieder zusammen. Die Galerie konnte erst am 27. Mai 1950 wieder geöffnet werden, Konservator war zu dieser Zeit der Maler Hans Breinlinger. Dieser starb 1963 und vermachte einen Großteil seines künstlerischen Nachlasses (88 Bilder und Zeichnungen) der Stadt.

### Neuerwerbungen 1975–1986
Die beiden auf ihn folgenden Konservatoren waren Hans Dürr und Edgar Bruker. Sie konnten einige herausragende Kunstwerke (u. a. von Erich Heckel und Käthe Kollwitz) erwerben. Ein Ziel bei ihren Zukäufen war es, den Bestand vorhandener Handzeichnungen zu ergänzen und vorhandene Lücken zu füllen (Daniel Nikolaus Chodowiecki, Anselm Feuerbach, Franz Kobell, Carl Friedrich Lessing, Hans von Marées, Ludwig A. Richter, Johann Elias Riedinger, Carl Spitzweg, Bertel Thorvaldsen). Ein weiteres Ziel der Ankaufspolitik war es, bedeutende regionale, Bodensee- und Konstanzer Künstler zu würdigen (Gebhard Gagg, Hans Breinlinger, Hans Dieter, Gerhard Dietze, Hans Dörflinger, Wolf-Dietrich Foerster, HAP Grieshaber, Ernst Hassebrauck, Gottfried Erfurth, Walter Herzger, Willi Müller-Hufschmid, Hans Sauerbruch, Rosemarie Schnorrenberg, Adolf Schmid), Friedrich Arthur Wittig. Die Bestände wurden ferner um Werke von Repräsentanten der der Klassischen Moderne und Gegenwartskunst erweitert, um in der Sammlung auch diese international anerkannte Entwicklung der Kunst darstellen zu können mit Werken von Max Ackermann, Horst Antes, Ernst Barlach, Heinrich Campendonk, Lovis Corinth, Peter Dreher, Lyonel Feininger, Heinz E. Hirscher, Wolfgang Thiel.

### Eingliederung in die Städtischen Museen 1991
Die Wessenberg-Galerie wurde bis 1990 ehrenamtlich geleitet, von der Stadt Konstanz wurde nur eine Halbtagssekretärin sowie der Ausstellungsetat gezahlt. Da die Ausstellungsarbeit zunehmende Professionalisierung erforderte, wurde beschlossen, die Galerie als Abteilung an die bereits bestehenden Städtischen Museen anzugliedern, was 1991 erfolgte.
Seit 1994 leitet Barbara Stark die Galerie. Sie versucht, die Sammlung mit Werken der Plastik, Grafiken und Gemälden aus der Bodenseeregion bzw. dem südwestdeutschen Raum zu ergänzen. Spenden und Gewinne, die die „Freunde und Förderer des Kulturzentrums am Münster e. V.“ durch den Betrieb des Museums-Shops erwirtschaften, helfen, die Sammlung zu erweitern. Die Sammlung umfasst heute rund 7000 Gemälde, Zeichnungen, Graphiken und Plastiken. Neben den oben genannten sind z. B. auch die Künstler Adolf Dietrich, Hans Purrmann und Rudolf Wacker vertreten.

## Liste der Conservatoren / Konservatoren / Leiter
- 1862–1869: Joseph Moosbrugger, Maler (1804–1869)
- 1870–1878: Wilhelm Fries, Heidelberger Maler (1819–1878)
- 1878–1879: Friedrich Wilhelm Rehfeldt, zuvor Musikdirektor in Danzig und Berlin (1817–1879)
- 1879–1888: Daniel Cornelius Gesell, Maler (1822–1889)
- 1888–1945: Heinrich Schmidt-Pecht, Maler und erster Vorsitzender des Kunstvereins (1854–1945)
- 1946–1950: Otto Feger, Stadtarchivar (1905–1968)
- 1950–1963: Hans Breinlinger (1888–1963), zusammen mit Fritz Mühlenweg (1898–1961) und einem „kleinen Gremium des Kulturausschusses und des Hochbauamts“
- 1963–1974: Hans Dürr, Zeichenlehrer am Suso-Gymnasium
- 1975–1991: Edgar Bruker (1941–2019), Kunsterzieher am Humboldt-Gymnasium[21]

1991 organisatorische Integration in die „Städtischen Museen Konstanz“
- 1991–1992: Karin Stober
- 1994–2024: Barbara Stark, zuvor bei der Galerie der Stadt Sindelfingen[22]
- seit Mai 2024: Franziska Deinhammer[23]

## Räume der Galerie

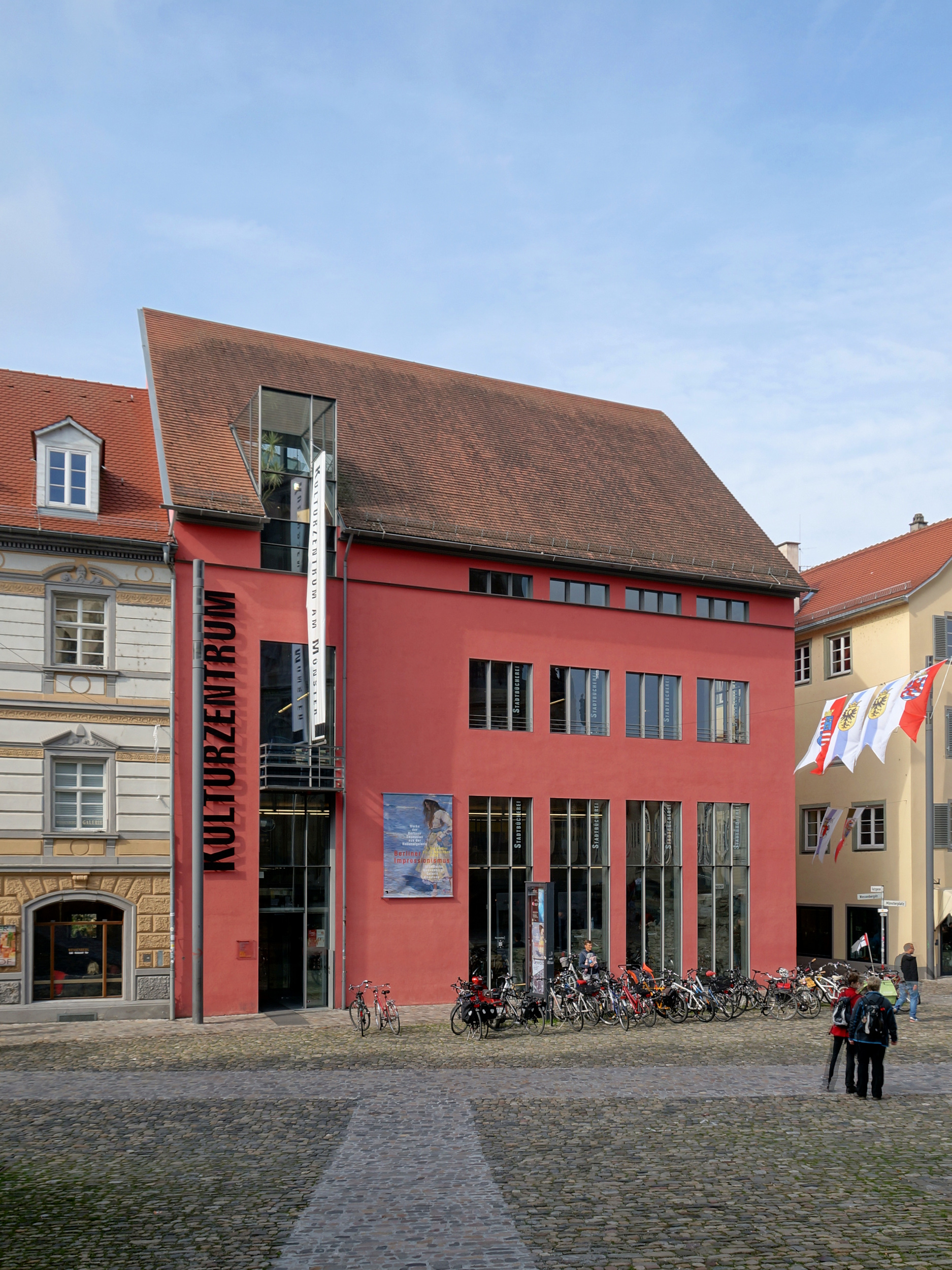
Kulturzentrum am Münster: Eingang zur Städtischen Wessenberg-Galerie (links anschließend) (2014)

Von Wessenbergs beeindruckender Domherrenhof – gegenüber dem Konstanzer Münster gelegen – wurde nach seinem Tod von der Stadt zunächst angemietet, um die Galerie in seinen früheren Wohnräumen einrichten zu können. Im Mai 1865 konnte das Gebäude von der Großh. Hofdomänenkammer für 12 000 Gulden erworben werden – mit der Bedingung, die Gemäldesammlung dort auszustellen. Das Gebäude war vermutlich im Barock aus zwei Vorgängerbauten zusammengefügt und später mit einer spätklassizistischen Fassade versehen worden. In den Räumen finden sich Hinweise auf frühere Zeiten: Türgewände mit dem Namen des Domherrn Johann Wolfgang von Dienheim (er bewohnte das Haus von 1612 bis 1617), Stuckdecken, eine Holzkassettendecke, Rankenmalerei der Renaissance.
1959 wurde die Galerie geschlossen – die Räume wurden von der Stadtbibliothek benötigt, die ursprünglich nur im zweiten Obergeschoss untergebracht war. 1968 konnte im Erdgeschoss des Nachbarhauses ein bescheidener Raum (50 m²) wieder der Wessenberg-Galerie gewidmet werden.
Diese unzureichende Unterbringung der Galerie führte 1986 zur Gründung der Interessengemeinschaft der „Freunde der Wessenberg-Gemäldegalerie“ mit dem Ziel, die Galerie wieder an ihrem ursprünglichen Platz einzurichten. Es folgten Überlegungen, wo die Bibliothek untergebracht werden könnte, was schließlich in die Planung eines Kulturzentrums am Münster mündete. Dieses vereinigt weitere Häuser an der Ecke Münsterplatz/Katzgasse mit Wessenbergs Domherrenhof. Als weitere Funktionen sind integriert: der Kunstverein, die Stadtbücherei, die Volkshochschule, auch ein Café/Restaurant. 1998 wurde das „Kulturzentrum am Münster“ eröffnet.
Heute stehen der Galerie das gesamte erste Obergeschoss des Wessenberghauses sowie einige Räume des zweiten Obergeschosses zur Verfügung (circa 250 m²). Im Eingangsbereich des Kulturzentrums, über den man heute in die Wessenberg-Galerie kommt, befindet sich auch ein Museums-Shop. Alle Räume sind für Rollstuhlfahrer zugänglich.

## Ausstellungen
seit der Wiedereröffnung 1998 (Auswahl)
- Die andere Moderne. Kunst und Künstler in den Ländern am Rhein 1900–1922. (30. November 2013 bis 23. Februar 2014)[28]
- Einfach himmlisch! Die Malerin Marie Ellenrieder 1791–1863. (18. Mai bis 25. August 2013)[29]
- Auf eigenen Wegen. Adolf Hölzel und seine Schweizer Schüler. (20. Februar bis 8. Mai 2011)[30]
- Moderne am Bodensee – Walter Kaesbach und sein Kreis. (27. September 2008 bis 11. Januar 2009)[31]
- Eigenwillig! Künstlerinnen am Bodensee – 1900 bis 1950. (16. April – 21. August 2005)[32]
- Expressionismus am Bodensee. (2001)